# بیماری عفونی (تخصص پزشکی)

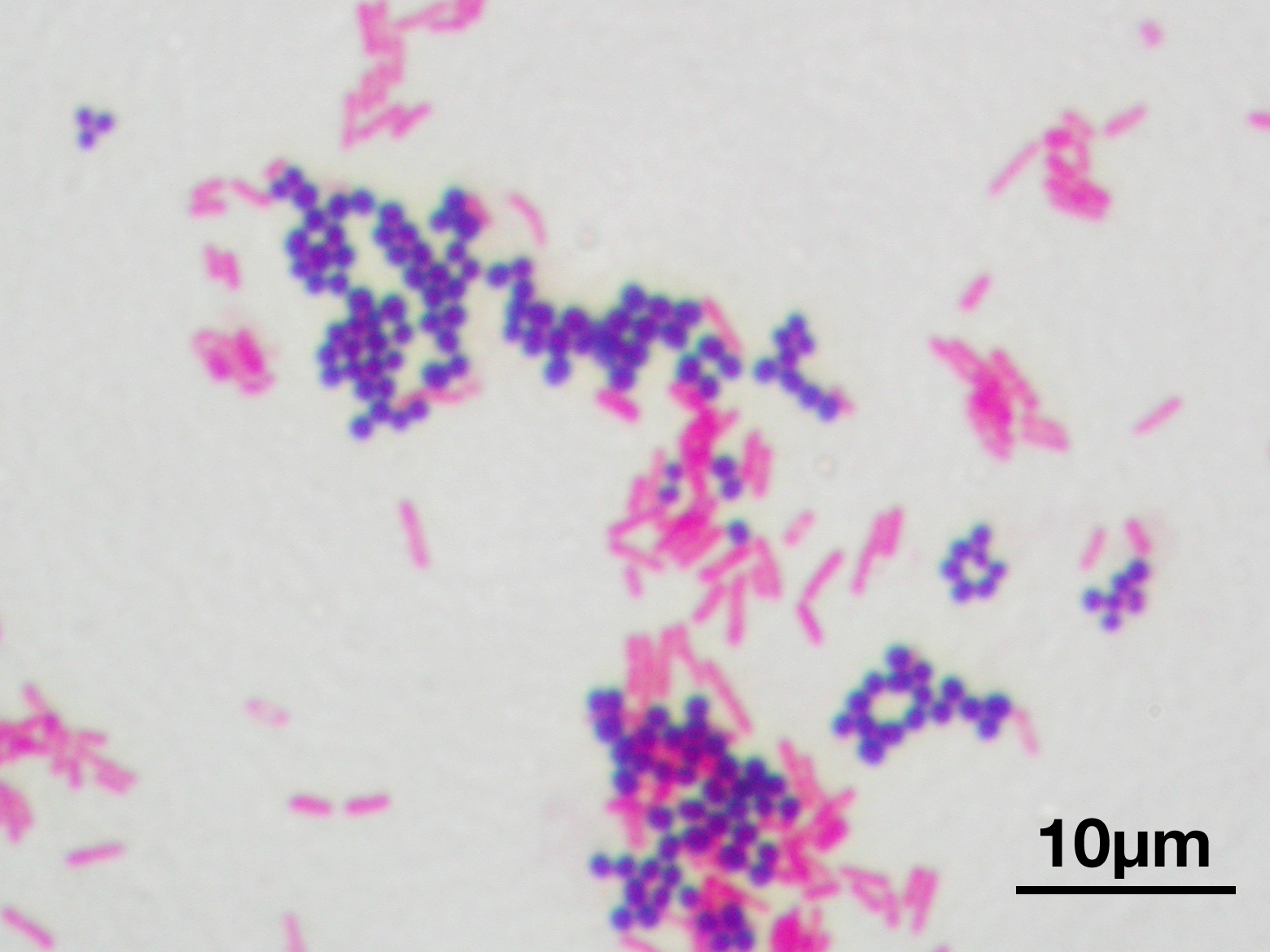
رنگ‌آمیزی گرم، آزمایشی که اغلب برای تمایز بین انواع مختلف باکتری‌ها در عفونت‌شناسی انجام می شود

بیماری عفونی (به انگلیسی: Infectious disease) یا عفونت‌شناسی یکی از تخصص‌های پزشکی است که به مقابله با بیماری‌های عفونی و تشخیص ، کنترل و درمان عفونت‌ها می‌پردازد. بیماری‌های عفونی یکی از باسابقه‌ترین و متنوع‌ترین رشته‌های تخصصی در پزشکی داخلی در ایران و جهان محسوب می‌شوند.
این رشته در پیشگیری و کنترل همه‌گیری‌های بیماری‌های واگیردار و ریشه‌کن کردن آن‌ها، مقاومت‌های میکروبی، نظارت بر مصرف آنتی‌بیوتیک‌ها و عفونت‌های بیمارستانی نیز نقش اساسی دارد.

## تاریخچه
نخستین بار در تاریخ، ابوعلی سینا در ابتدای قرن یازدهم طبیعت سرایت بیماری‌های عفونی را شرح داد. او در کتاب قانون در سال ۱۰۲۰ میلادی قرنطینه را به منظور محدود کردن گسترش بیماریهای عفونی و مسری معرفی کرد. او همچنین توضیح داد ترشحات بدن قبل از ابتلا به عفونت توسط اجسام خارجی آلوده و عفونی می‌شوند ولی او آنها را به عنوان علل اولیه بیماری تلقی نمی‌کرد. زمانی که بیماری کشنده طاعون در قرن چهارم به
آندلس رسید، ابن الخطیب این فرضیه را مطرح کرد که بیماری‌های عفونی به وسیله میکروارگانیسم‌های وارد شده به بدن انسان ایجاد می‌گردند.
آنتونی فان لیوونهوک با بهبود بخشیدن میکروسکوپ، دانش میکروسکوپی را گسترش داد و امکان مشاهده آسان باکتری‌ها را به وجود آمد. لویی پاستور اثبات کرد که برخی بیماری‌ها بوسیله عوامل عفونی ایجاد می‌گردند و واکسن هاری را ساخت. رابرت کخ نیز مطالعاتی را در زمینه بیماری‌های عفونی بر پایه فرضیه کخ به‌خصوص در زمینه سل انجام داد.
ادوارد جنر، جوناس سالک و آلبرت سابین با تولید واکسن‌های مؤثر آبله و فلج اطفال، منجر به ریشه‌کنی آبله و حذف فلج در دنیا گردیدند. الکساندر فلمینگ با کشف پنی سیلین، نخستین آنتی‌بیوتیک مؤثر و گرهارد دماک نیز سولفونامیدها نخستین داروی ضد میکروبی وسیع‌الطیف سنتتیک را کشف کرد.
این رشته در حال حاضر در بیشتر کشورهای اروپای غربی و آمریکا بعنوان رشته فوق‌تخصصی از شاخه بیماری‌های داخلی تدریس می‌شود ولی در بعضی از کشورها از جمله فرانسه و ایران به صورت تخصص ارائه می‌شود.

## در ایران
سابقه رشته تخصصی بیماری‌های عفونی در ایران به سالهای قبل از ۱۳۳۰ بر می‌گردد که عمدتاً با کرسی بیماری‌های عفونی در دانشکده پزشکی دانشگاه تهران شروع گردیده‌است. در سال ۱۳۳۳ اولین بخش عفونی دانشگاهی در بیمارستان هزار تختخوابی سابق (بیمارستان امام خمینی کنونی) افتتاح گردید. در آن زمان دوره تخصصی بیماریهای عفونی دوسال بود که پذیرش دستیار با امتحان درون بخشی در بخش مذکور صورت می‌گرفت. سپس با مرکزی شدن پذیرش دستیار توسط وزارت متبوع و افزایش دوره به مدت سه سال و منظور نمودن MPH به عنوان جزئی از دوره با دریافت مدرک مربوط تا سال ۱۳۷۶ ادامه یافت. با توجه به نیاز آن زمان به تخصص بیماری‌های عفونی در اقصی نقاط کشور که تربیت دستیار در دانشگاه‌های شهید بهشتی، اصفهان، تبریز، مشهد و متعاقب آن با افزایش دوره تخصصی به چهار سال علاوه بر دانشگاه‌های ذکر شده در دانشگاه‌های زاهدان، اهواز و کرمانشاه نیز تربیت دستیار صورت گرفت.
از سال ۱۳۸۴ با توجه به فوق‌تخصصی بودن این رشته در اکثر کشورهای دنیا و تغییر نیازهای جامعه ایران با تأیید مسئولین وزارت بهداشت و تأیید اعضای هیئت ممتحنه دانشنامه تخصصی برنامه آموزش ضوابط دوره فوق‌تخصصی بیماری‌های عفونی و گرمسیری تصویب و از سال ۱۳۸۵ در دانشگاه‌های علوم پزشکی تهران و شهید بهشتی به اجرا درآمد.